# Vladimir Karpets

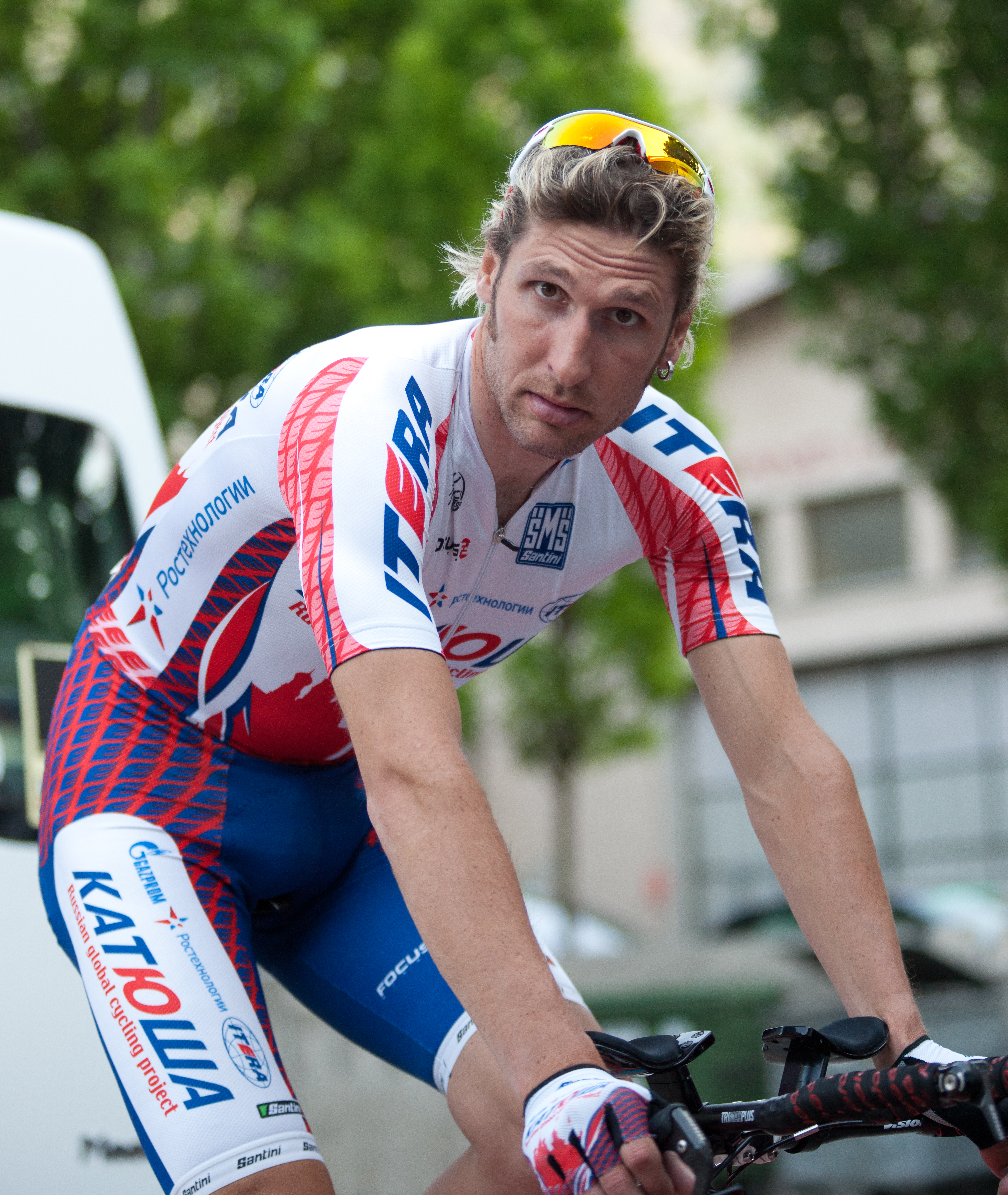
Vladimir Karpets under Romandiet runt 2011.

Vladimir Aleksandrovitj Karpets (ryska: Владимир Александрович Карпец), född 20 september 1980 i St Petersburg, är en rysk professionell tävlingscyklist. Karpets blev professionell 1998 med Lokosphinx. Han tävlar sedan säsongen 2012 för det spanska stallet Team Movistar men har tidigare också tävlat för UCI ProTour-stallen iBanesto.com, Caisse d'Epargne och Team Katusha.

## 2004
Karpets bästa resultat hittills var när han vann den vita ungdomsledartröjan i Tour de France 2004. Han vann tröjan på den näst sista etappen, ett tempolopp, framför fransmannen Thomas Voeckler. 

## 2005
Karpets slutade på en sjunde plats på Giro d'Italia 2005, men lyckades inte lika bra i Tour de France samma år där han slutade på 50:e plats.

## 2007
2007 vann Karpets den första etappen på Vuelta a Castilla y León. I juni 2007 vann han både Katalonien runt och Schweiz runt sammanlagt.

## 2008
Under säsongen 2008 vann Karpets GP Villafranca de Ordizia. Efter säsongen 2008 blev ryssen kontrakterad av Team Katusha.

## 2009
Vladimir Karpets slutade på nionde plats på etapp 1 av Paris-Nice 2009 bakom Alberto Contador, Bradley Wiggins, Luis León Sánchez, Tony Martin, David Millar, Joost Posthuma, Sylvain Chavanel och Antonio Colóm. I maj 2009 slutade han trea på etapp 4 av Romandiet runt bakom Roman Kreuziger och Rein Taaramäe. En dag senare blev det också klart att Karpets slutade tvåa på tävlingen bakom Kreuziger. Han slutade på femte plats på etapp 5 men också i slutställningen av Schweiz runt. Karpets slutade på 13:e plats i Tour de France 2009.

## Meriter
2000
Cinturón Ciclista Internacional a Mallorca
3:a, etapp 5, Normandiet runt
2002
2:a, Troféu Joaquim Agostinho - GP de Ciclismo de Torres Vedras
etapp 3
2:a, Prueba Villafranca de Ordizia
3:a, etapp 5, Setmana Catalana de Ciclisme, Sabadell (ESP)
3:a, Nationsmästerskapens linjelopp
3:a, Volta ao Alentejo
3:a, etapp 5, Volta ao Alentejo
3:a, etapp 2, Troféu Joaquim Agostinho - GP de Ciclismo de Torres Vedras
2003
100:e, Tour de France 2003
2004
Vuelta Ciclista a la Rioja
1:a,  Ungdomstävlingen, Tour de France
2:a, Katalonien runt
etapp 2, Katalonien runt
3:a, etapp 3, Vuelta Ciclista a Aragón
7:a, etapp 16, Tour de France 2004
8:a, etapp 19, Tour de France
13:e, Tour de France
2005
2:a, etapp 18, Giro d'Italia
3:a, etapp 5, Setmana Catalana de Ciclisme
6:a, etapp 8, Giro d'Italia
7:e, Giro d'Italia
9:a, etapp 1, Tour de France 2005
50:e, Tour de France
2006
2:a, Clásica Internacional de Alcobendas y Villalba
Etapp 3
2:a, etapp 1, Katalonien runt
4:a, etapp 10, Vuelta a España
5:a, etapp 20, Vuelta a España
8:a, Katalonien runt
9:a, Schweiz runt
2007
1:a Katalonien runt
etapp 1 (lagtempolopp)
1:a,  Schweiz runt
Etapp 1, Vuelta a Castilla y León
Etapp 3B, Volta ao Alentejo
Etapp 2, Vuelta Ciclista a la Rioja
2:a, etapp 5, Katalonien runt
2:a, Vuelta Ciclista a la Rioja
4:a, etapp 6, Schweiz runt
6:a, etapp 9, Schweiz runt
6:a, prolog, Tour de France 2007
2008
GP Villafranca de Ordizia
2009
2:a, Romandiet runt
3:a, etapp 4, Romandiet runt

## Stall
- Lokosphinx 1998–2000
- Itera 2001–2002
- iBanesto.com 2003
- Caisse d'Epargne-Illes Balears 2004–2008
- Team Katusha 2009–2011
- Team Movistar 2012–